# Jelena Pandžić
Jelena Pandžić (ur. 17 marca 1983 w Splicie) – chorwacka tenisistka.
Jelena zaczęła grać w tenisa w wieku siedmiu lat i w czasie swojej juniorskiej kariery była zawodniczką nr 1 w rankingu dziewcząt do lat 14. Pierwszy seniorski turniej ITF rozegrała w kwietniu 1999 roku w Makarska, gdzie po przejściu kwalifikacji dotarła do ćwierćfinału imprezy, w którym przegrała z Petrą Mandulą z Węgier. W 2002 roku wygrała dwa turnieje singlowe, przez co odnotowała awans na 374. miejsce w światowym rankingu.
W 2003 roku uległa wypadkowi samochodowemu i przez następne trzy lata nie brała udziału w żadnych rozgrywkach zaliczanych do rankingu WTA. Nie rozstała się jednak z tenisem i będąc na uniwersytecie w Stanach Zjednoczonych brała udział w uniwersyteckich rozgrywkach, reprezentując Fresno Pacific University.
W maju 2007 roku ponownie zaczęła starty w zawodach profesjonalnych. Zaczynała praktycznie od początku, ponieważ prawie cztery lata nieobecności na światowych turniejach spowodowały konieczność uczestniczenia w kwalifikacjach nawet do turniejów o najniższej randze. Pomimo tego udało jej się osiągnąć na koniec 2007 roku, 255. miejsce w rankingu i wygrać cztery turnieje spośród trzynastu, w których brała udział.
W 2008 roku po raz pierwszy zakwalifikowała się do turnieju głównego rangi WTA, ECM Prague Open, w którym przegrała z Melindą Czink. W maju tego samego roku, mając 189. miejsce w rankingu, mogła wystartować w eliminacjach do wielkoszlemowego French Open. Po pokonaniu takich zawodniczek jak Eva Hrdinová, Julie Coin i Monica Niculescu wystąpiła po raz pierwszy w karierze w turnieju głównym. Wygrała tam pierwszy mecz, pokonując po trzysetowym pojedynku Séverine Brémond, ale łatwo przegrała w drugiej rundzie z Agnieszką Radwańską, rozstawioną w turnieju z nr 14.
W czasie swojej kariery nie wygrała żadnego turnieju rangi WTA, ale zwyciężyła w jedenastu turniejach singlowych i pięciu deblowych rangi ITF.

## Wygrane turnieje rangi ITF
| turnieje z pulą nagród 100 000 $ |
| turnieje z pulą nagród 75 000 $  |
| turnieje z pulą nagród 50 000 $  |
| turnieje z pulą nagród 25 000 $  |
| turnieje z pulą nagród 15 000 $  |
| turnieje z pulą nagród 10 000 $  |

### Gra pojedyncza
|     | Data       | Turniej         | Kat. | ($)    | Naw.   | Finalistka        | Wynik          |
| 1.  | 21/10/2001 | Makarska        | ITF  | 10 000 | ziemna | Petra Dizdar      | 1:6, 7:5, 6:1  |
| 2.  | 17/03/2002 | Makarska        | ITF  | 10 000 | ziemna | Libuše Průšová    | 6:1, 2:6, 7:6  |
| 3.  | 01/09/2002 | Spoleto         | ITF  | 10 000 | ziemna | Shelley Stephens  | 7:5, 6:1       |
| 4.  | 24/06/2007 | Fort Worth      | ITF  | 10 000 | twarda | Lauren Embree     | 6:4, 6:1       |
| 5.  | 01/07/2007 | Edmond          | ITF  | 10 000 | twarda | Gabriela Paz      | 3:6, 6:1, 6:4  |
| 6.  | 22/07/2007 | Wichita         | ITF  | 10 000 | twarda | Gabriela Paz      | 6:4, 6:4       |
| 7.  | 05/08/2007 | St. Joseph      | ITF  | 10 000 | twarda | Stacia Fonseca    | 6:3, 6:1       |
| 8.  | 30/05/2010 | Sumter          | ITF  | 10 000 | twarda | Alexis King       | 6:2, 1:6, 6:2  |
| 9.  | 19/08/2012 | Brczko          | ITF  | 10 000 | ziemna | Tamara Curovic    | 6:3, 4:1 krecz |
| 10. | 24/03/2013 | Ipswich         | ITF  | 25 000 | twarda | Storm Sanders     | 7:5, 2:6, 6:2  |
| 11. | 25/08/2013 | San Luis Potosi | ITF  | 15 000 | twarda | Ana Sofia Sanchez | 6:4, 6:4       |